# Устойчивость бюджета
Устойчивость бюджета — состояние бюджета, при котором обеспечивается нормальное функционирование экономического агента.

## Определение
Согласно «Финансово-кредитному энциклопедическому словарю» устойчивость бюджета — это состояние бюджета, при котором обеспечивается нормальное функционирование экономического агента, реализация всех закрепленных за ним полномочий на основе полного и своевременного финансирования предусмотренных по бюджету расходов, включая погашение и обслуживание долга. Устойчивость бюджета позволяет судить о прочности финансовой основы деятельности экономического агента.

## Финансовая устойчивость vs бюджетная устойчивость
Понятие бюджетная устойчивость соответствует понятию финансовой устойчивости для хозяйствующего субъекта в части общих принципов: принцип полного покрытия текущих расходов; принцип эффективности и экономности расходования средств; принцип обязательности осуществления инвестиционных вложений; принцип страхования непредвиденных расходов и рисков. Понятия различаются по своему характеру, содержанию принципов, факторам, влияющим на величину устойчивости и другого.

## Методы оценки устойчивости бюджета
Устойчивость бюджета может быть определена по любому уровню бюджета: от высшего до низового. При этом чем более длителен период расчета устойчивого состояния, тем более точной является оценка того, насколько эффективно и рационально осуществляется деятельность по реализации своих полномочий и обеспечению развития экономического агента. Для определения количественных и качественных характеристик устойчивости бюджета используются расчетно-аналитические методы: 
- метод коэффициентов;
- метод экспертных оценок.

Количественные характеристики (числовые показатели) показывают финансовое положение экономического агента за определённый период при данном состоянии экономики. Качественные характеристики выявляют способность экономического агента приспосабливаться к изменениям во внешней экономической среде, добиваться мобилизации дополнительных финансовых ресурсов в бюджет, позволяют проводить сравнение с другими экономическими агентами. 
Устойчивость бюджета оценивается следующими характеристиками и показателями:
- бюджетная самостоятельность (способность экономического агента самому мобилизовать финансовые ресурсы в бюджет, не прибегая к финансовой помощи) — соотношение собственных доходов бюджета и его расходов;
- сбалансированность бюджета (обеспеченность балансом между доходами и расходами, достигнутыми не только в пределах года, но и внутри него (по кварталам, месяцам, декадам, неделям)) — величины внутригодовых кассовых разрывов не только в границах одного бюджетного года, но и для будущих периодов;
- платёжеспособность (способность полно и своевременно отвечать по своим обязательствам);
- денежный характер расчетов;
- эффективность расходования бюджетных средств;
- размер и структура долга;
- качество бюджетного управления;
- и другое.

## Анализ устойчивости бюджета
Устойчивость бюджета позволяет:
- оценивать финансово-экономическое положение экономических агентов и на этой основе строить им обоснованную бюджетную политику;
- оценивать инвесторам риск вложений капитала в хозяйственную деятельность экономических агентов;
- учитывать в процессе вынесения решения о несостоятельности экономического агента и принятия мер ответственности.

## См.также
- Финансовая устойчивость
- Сбалансированность бюджета